# سينتيا كرم
سينتيا كرم ( 11 يوليو 1980)، مغنية وممثلة لبنانية.

## مشوارها المهني
شاركت في برنامج ستار أكاديمي عام 2003 درست التمثيل والإخراج في كلية الفنون الجامعة اللبنانية،عملت مع عدة مخرجين منهم جهاد الأندري ثم نجدت أنزور في مسلسل سقف العالم عام 2007
 ترشّحت عام 2016 لإنتخابات عضوية المجلس البلدي في بلدة بيت الدين،عام 2017 شاركت كمدربة وأستاذة لمتسابقين برنامج نجم الكوميديا

## أعمالها

### في التلفزيون
| سنة الإنتاج | اسم المسلسل            | الشخصية |
| ----------- | ---------------------- | ------- |
| 2025        | بالدم                  | (عدلا)  |
| 2022        | بكير                   | (نورة)  |
| 2021        | الزيارة                | (فيرا)  |
| 2021        | أمنيزيا                |         |
| 2013        | سنعود بعد قليل         |         |
| 2008        | أوتيل البير            |         |
| 2007        | قصص نسوان-خماسية سوزان |         |
| 2007        | سقف العالم             |         |

### في المسرح
| سنة الإنتاج | المسرحية      | الشخصية |
| ----------- | ------------- | ------- |
| 2024        | معمول         |         |
| 2019        | يوميات مسرحجي |         |
| 2017        | إلا إذا       |         |
| 2015        | ورا الباب     |         |
| 2014        | ناطرينو       |         |
|             | حضارة         |         |
|             | حمام عمومي    |         |
|             | ظلال          |         |
|             | مطلوب         | (ليا)   |

### في السينما
| سنة الإنتاج | الفيلم          | الشخصية |
| ----------- | --------------- | ------- |
| 2022        | ع مفرق طريق     | [ 9 ]   |
| 2018        | رحلة الشام 2701 |         |
| 2017        | Damascus Time   |         |
| 2014        | بالقانون        |         |
| 2014        | نسوان           |         |

### تقديم البرامج
| سنة الإنتاج | اسم البرنامج | عرض على   |
| ----------- | ------------ | --------- |
| 2007        | جاهزة للجازة | قناة الآن |
| 2009        | بيتي         | قناة الآن |